# تشاه علي (دلغان)
تشاه علي (بالفارسية: چاه علی) هي قرية تقع في قسم جلغة تشاة هاشم الريفي (مقاطعة دلغان) في إيران. يقدر عدد سكانها بـ 717 نسمة بحسب إحصاء 2016.